# Platsbaserat spel

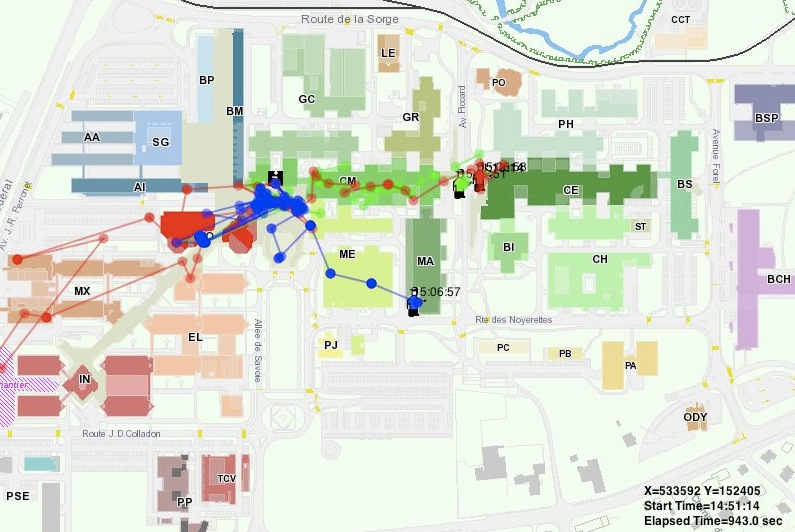
En karta över spelares spår på ett platsbaserat spel.

Ett platsbaserat spel (eller location-based game, location-enabled game) är en typ av verklighetsspel där gameplay utvecklas och fortskrider via en spelares plats. Platsbaserade spel måste tillhandahålla någon form av mekanism för att tillåta spelare att rapportera sin plats, ofta genom någon form av lokaliseringsteknik, till exempel med hjälp av satellitpositionering via GPS. Några exempel på platsbaserade spel inkluderar BotFighters, Ingress, Geocaching och Pokémon Go.